# Typomys trivirgatus
Typomys trivirgatus is een knaagdier uit het geslacht Typomys dat voorkomt van Sierra Leone tot Zuidwest-Nigeria, oostelijk tot de Niger. Samen met T. planifrons behoort deze soort tot het ondergeslacht Typomys. De populatie uit Nigeria is als een aparte ondersoort pearsei (oorspronkelijk pearcei, maar dat was een spelfout) beschouwd, maar er is geen bewijsmateriaal voor een aparte status van deze populatie.